# Robert Getchell
Robert Getchell (Kansas City, 6 dicembre 1936 – Monterey, 21 ottobre 2017) è stato uno sceneggiatore statunitense.

## Biografia
Nato a Kansas City, nel Missouri, si laurea in letteratura inglese all'Università del Missouri nel 1965. Mentre lavora come professore di letteratura all'Università statale della California nei primi anni settanta, scrive la sua prima sceneggiatura, Alice non abita più qui, che, portata al cinema nel 1974, gli vale una candidatura all'Oscar per la miglior sceneggiatura originale. Forte del successo del film, gli viene commissionato un adattamento dell'autobiografia di Woody Guthrie Questa terra è la mia terra (1943), di cui decide di focalizzarsi solamente su quattro anni della vita dell'artista, a differenza dei precedenti tentativi infruttuosi di trasformare il libro in un film. Riceve così una seconda candidatura all'Oscar, stavolta per la miglior sceneggiatura non originale. Crea poi, a partire dal film che aveva sceneggiato, la sitcom Alice, andata in onda per ben nove stagioni. Ha sceneggiato svariati altri adattamenti per il cinema, tra cui Mammina cara (1981), Voglia di ricominciare (1993) e Il cliente (1994). Terminata la carriera di sceneggiatore negli anni novanta, torna a insegnare nella sua vecchia alma mater fino alla sua morte nel 2017.

## Filmografia

### Cinema
- Alice non abita più qui (Alice Doesn't Live Here Anymore), regia di Martin Scorsese (1974)
- Questa terra è la mia terra (Bound for Glory), regia di Hal Ashby (1976)
- Mammina cara (Mommie Dearest), regia di Frank Perry (1981)
- Sweet Dreams, regia di Karel Reisz (1985)
- Stella, regia di John Erman (1990)
- Nome in codice: Nina (Point of No Return), regia di John Badham (1993)
- Voglia di ricominciare (This Boy's Life), regia di Michael Caton-Jones (1993)
- Il cliente (The Client), regia di Joel Schumacher (1994)

### Televisione
- Alice – serie TV, episodio 1x01 (1976)

## Riconoscimenti
- Premi Oscar
  - 1975 – Candidatura alla migliore sceneggiatura originale per Alice non abita più qui
  - 1977 – Candidatura alla migliore sceneggiatura non originale per Questa terra è la mia terra
- Premi BAFTA
  - 1976 – Migliore sceneggiatura per Alice non abita più qui
- Writers Guild of America Awards
  - 1975 – Candidatura alla migliore sceneggiatura cinematografica per Alice non abita più qui
  - 1977 – Candidatura alla migliore sceneggiatura cinematografica per Questa terra è la mia terra